# Arthur Schwab
Pour les articles homonymes, voir Schwab.
Arthur Tell Schwab, né le 4 septembre 1896 à Bortewitz (Royaume de Saxe) et mort le 27 février 1945 à Siglingen (Allemagne), était un athlète suisse qui pratiquait la marche. Il a été vice-champion olympique sur 50 km en 1936. Deux ans plus tôt, il était devenu vice-champion d'Europe sur la même distance.
Son fils Erich Arthur Fritz Schwab remporta sur 10 km marche deux médailles olympiques.

## Palmarès

### Jeux olympiques
- Jeux olympiques d'été de 1936 à Berlin ( Allemagne)
  -  Médaille d'argent sur 50 km marche

### Championnats d'Europe d'athlétisme
- Championnats d'Europe d'athlétisme de 1934 à Turin ( Italie)
  -  Médaille d'argent sur 50 km marche